# ۸۴۲ (میلادی)
۸۴۲ (میلادی) هشتصد و چهل و دومین سال تقویم میلادی است.

## درگذشتگان
‎